# José Luis García Traid
José Luis García Traid, né le 6 avril 1936 à Saragosse et mort le 11 janvier 1990 dans la même ville, est un footballeur espagnol reconverti en entraîneur. Il a aussi été professeur à l'École nationale d'entraîneurs de la Fédération espagnole de football.

## Biographie

### Joueur
Son père, Luis García Garraballe, avait joué au Iberia SC, un des deux clubs à l'origine en 1932 du Real Saragosse.
García Traid joue dans les équipes juniors de Patria et La Salle puis il rejoint le Real Saragosse où il débute en équipe première en 1955. Il est ensuite prêté au Levante UD. Il fait son retour à Saragosse en 1957 où il joue pendant six saisons, jusqu'en 1963. 
Il est convoqué en équipe d'Espagne des moins de 21 ans lors de la saison 1958-1959. En 1962, il joue un match avec l'Espagne B.
Une grave blessure met un terme prématuré à sa carrière de joueur. Le bilan de sa carrière s'élève à 93 matchs en première division, pour six buts, et 13 matchs en deuxième division, pour cinq buts.

### Entraîneur
Après avoir mis un terme à sa carrière de joueur, García Traid obtient son brevet d'entraîneur. Il entraîne d'abord les juniors du San Lamberto et de l'Aragón, puis il rejoint la SD Huesca. Lors de la saison 1970-1971, il est recruté par le Real Saragosse.
En 1973, il rejoint l'UD Salamanque, club où il reste pendant cinq saisons. En 1978, il signe au Real Betis.
En 1979, il entraîne le Burgos CF, puis la saison suivante l'Atlético de Madrid. Après une saison à Madrid, il quitte son poste mais il est de nouveau recruté par l'Atlético peu de temps après (saison 1981-1982).
Il dirige ensuite le Real Valladolid, Salamanque, le Celta de Vigo, l'Hércules d'Alicante, puis il effectue une troisième étape avec Salamanque de 1987 à 1989.
Le bilan de sa carrière de manager s'élève à 281 matchs dirigés en première division, et 116 matchs dirigés en deuxième division.

### Décès
José Luis García Traid décède à la suite d'un problème mécanique, au cours d'une banale opération chirurgicale.